# Приволжское сельское поселение (Татарстан)
Приволжское се́льское поселе́ние — муниципальное образование в Спасском районе Татарстана Российской Федерации.
Административный центр — посёлок Приволжский.

## История
Статус и границы сельского поселения установлены Законом Республики Татарстан от 31 января 2005 года № 40-ЗРТ «Об установлении границ территорий и статусе муниципального образования "Спасский муниципальный район" и муниципальных образований в его составе».

## Население
| 2010 | 2011 | 2012 | 2013 | 2014 | 2015 | 2016 |
| ---- | ---- | ---- | ---- | ---- | ---- | ---- |
| 577  | ↘575 | ↘569 | ↗571 | ↗572 | ↘567 | ↘559 |
| 2017 | 2018 |      |      |      |      |      |
| ↘556 | ↗559 |      |      |      |      |      |

## Состав сельского поселения
| № | Населённый пункт | Тип населённого пункта          | Население |
| - | ---------------- | ------------------------------- | --------- |
| 1 | Приволжский      | посёлок, административный центр |           |
| 2 | Ржавец           | деревня                         |           |